# Лев (сузір'я)

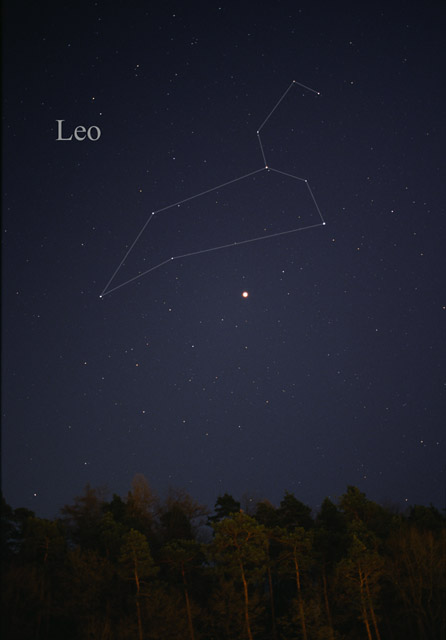
Лев неозброєним оком

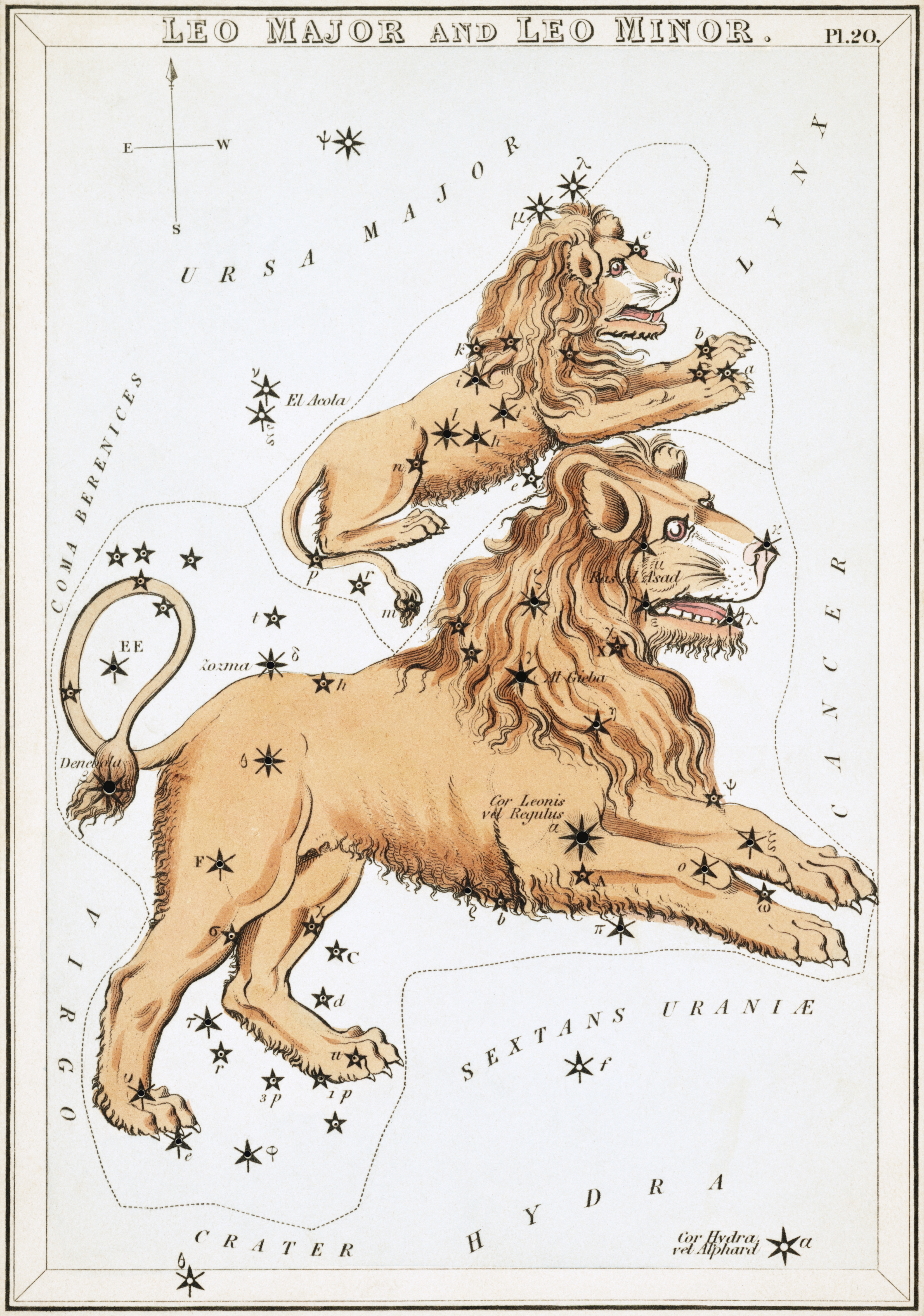
Сузір'я Лева та Малого Лева із «Дзеркала Уранії», набору тематичних карток опублікованого у Лондоні, бл. 1825

Лев (лат. Leo) — зодіакальне сузір'я розташоване між сузір'ями Рака та Діви. Сонце перебуває в сузір'ї Лева з 10 серпня по 15 вересня.

## Зорі
У Леві міститься багато яскравих зірок: Регул (α Лева); хвіст лева, Денебола (β Лева); γ1 Лева (Альджеба). Деякі неяскраві зорі також мають власні назви: δ Лева (Зосма), λ Лева (Альторф), θ Лева (Хорт), κ Лева1 (Аль Мінляр) і ο Лева (Субра).
Астеризм Серп. Розташування шести зірок сузір'я — α (Регул), η, γ, ζ, μ і ε за формою нагадує серп або дзеркальне зображення знака питання.
Також у сузір'ї Лева міститься зоря Вольф 359, одна з найближчих до Землі.
Вуглецева зоря CW Лева IRC +10216 є найяскравішою зорею нічного неба в інфрачервоному N-діапазоні.

## Об'єкти далекого космосу
Серед об'єктів далекого космосу сузір'я Лева цікавими є спіральні галактики М65, М66, М95, М96 і еліптична галактика М105, розташована поблизу останніх двох спіральних. 
В сузір'ї Лева існують так звані пекулярні галактики. Однією з них є галактика Arp 263, зображення якої в липні 2023 року передав на Землю космічний телескоп Hubble. Arp 263, відома також як NGC 3239, є неправильною галактикою нерівної форми, яка містить області недавніх зореутворень. Астрономи вважають, що її неоднорідний вигляд пояснюється з'єднанням двох галактик. Arp 263 розташована на відстані близько 25 млн світлових років від Землі. Крім того, як повідомила обсерваторія NASA, на фото видно яскраву зірку BD+17 2217.

## Історія
Відоме зі стародавніх часів. Включене до каталогу зоряного неба Альмагест давньогрецьким астрономом Птолемеєм у II столітті. Стародавні греки асоціювали сузір'я з персонажем міфів немейським левом.